# Trekkenwand

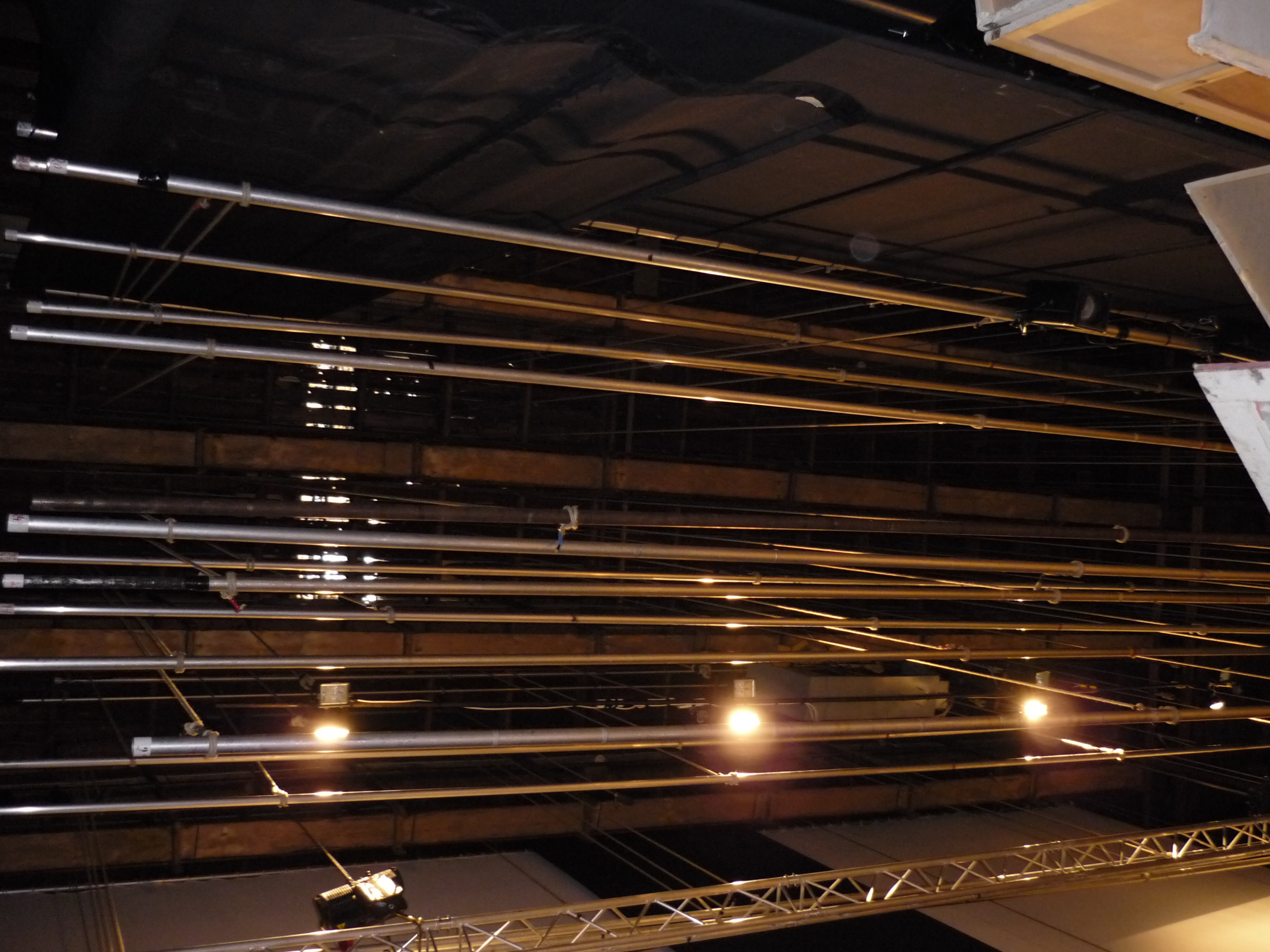
Trekkenwand in het Théâtre royal des Galeries in Brussel.

Een trekkenwand is spreektaal geworden voor: 'een  theatertechnische hijsinstallatie - voor het verplaatsen van vrijhangende lasten boven personen'. Het is een verzamelnaam voor diverse 'trekken', waarbij het woord 'wand' in de samentrekking nog verwijst naar de oude situatie van de handtrekkenwanden (HT), waarbij het decor door middel van touwen en contragewichten handmatig in beweging kon worden gebracht, met behulp van een langs een van de muren lopend systeem van geleide contragewichten. De hedendaagse trekkenwand is vrijwel altijd gemechaniseerd in Nederland (in België is men pas sinds kort aan het overschakelen). We spreken dus ook van een 'mechanische trekkenwand'(MT). Indien deze mechanische installatie ook is voorzien van automatisering spreken we van een 'geautomatiseerde mechanische trekkenwand' (AMT). Specialisten spreken liever over 'de trekkeninstallatie'. Dat is een verzameling van 'theatertrekken'.  

## Handtrekkenwand
De handtrekkenwand (ontstaan in Duitsland rond 1900) is die waar aan een van de zijmuren van het toneel een stelsel van stalen geleiders is aangebracht voor een contragewichtslee (houder), die geladen kan worden met gestapelde stalen contragewichten, de zogenaamde kluiten. Aan de boven- en onderzijde van de contragewichthouder is een rondlopend touw bevestigd, dat loopt over een schijf aan de onderzijde en een aan de bovenzijde van die toneelmuur. Aan de bovenzijde is ook een aantal staalkabels bevestigd, die aan de bovenzijde van de muur worden geleid over de rollenzolder en vandaar stuk voor stuk naar beneden worden geleid boven het toneel. Aan die staalkabels is een lange dunne (48-50mm doorsnede) stalen buis bevestigd, die van links naar rechts over de breedte van het toneel spant: de trekroede, ook wel 'trek' genoemd in spreektaal.

## Trekken
De trekroedes hangen in de meeste Nederlandse en Belgische theaters standaard 20 tot 30 cm uit elkaar, parallel aan het voetlicht. In kleinere theaters kunnen ze nog al eens verder uit elkaar hangen. Ze vormen het voornaamste deel van het hijsmechanisme waarmee medewerkers achter de schermen de bewegende onderdelen, doeken en panelen (decors) boven het toneel kunnen bedienen. Bijzonder is dat deze installatie moet zijn ontworpen voor het hijsen boven personen, iets wat wettelijk niet is toegestaan. Bij het ontwerp wordt dit verhoogde risico verminderd door minstens een verdubbelde veiligheidsfactor te hanteren.  
In Nederland, heeft de wetgever geëist dat ieder theater met een 'trekkenwand' verplicht is om deze voor 1 januari 2007 aan te passen aan de regels zoals die te vinden zijn in Beleidsregel 5.2-1 van de Arbowet, ook wel bekend als 'Norm 2' van de VSCD werkgroep VGW-T (Commissie voor Veiligheid, Gezondheid en Welzijn in Theater), waarin de eis van de Arbeidsinspectie tot terugdringen van de fysieke belasting van de toneel-technici zijn weerslag vond. In Nederland is dit in de praktijk neergekomen op een verregaande mechanisatie en automatisering. De trekroedes worden nu veelal door middel van elektromotoren in beweging gezet. Maar in de omringende landen zijn soms ook hydraulische systemen toegepast. Een ander in het oog springende verandering die op basis van Beleidsregel 5.2 tot stand kwam, is de verplichting om het personeel te scholen. De wetgever verwacht dat de 'operator' van een trekkeninstallatie een 'Opleiding Trekkenwand' heeft gevolgd. Deze opleidingen worden aangeboden als 'BMT' (Bedieningsman Mechanische Trekkenwand) en 'VBT' (Veilig Bedienen van Toneelinstallaties). Over de inhoudelijke kant daarvan woedt al jarenlang een forse discussie binnen de sector. Het is de bedoeling dat de beleidsregel in de loop van 2010 wordt vervangen door een door de branche opgestelde Arbocatalogus.